# Argentinsk kummel
Argentinsk kummel (Merluccius hubbsi), en havslevande rovfisk av familjen kummelfiskar.

## Utseende
En långsträckt fisk med två ryggfenor, den främre kort med en taggstråle och 9 till 12 mjukstrålar, den bakre lång, med 34 till 40 mjukstrålar. Analfenan påminner om den bakre ryggfenan och har 36 till 41 mjukstrålar. Bröstfenorna är korta. Kroppen är silverfärgad med en gulaktig lyster på ovansidan, silvervit mot buken Som mest kan arten bli 95 cm lång, men är vanligtvis betydligt mindre. Honorna tenderar att vara något större än hanarna.

## Vanor
Den argentinska kummeln lever över kontinentalhyllan på djup mellan 50 och 800 m, vanligtvis dock från 100 till 200 m.
Fisken gör årstidsbundna vandringar; under sommaren vandrar den till sydligare, grundare vatten, vintertid norrut till djupare områden.

### Föda
Större individer lever av fisk som ansjovisfiskar, kummel, notingar, prickfiskar och sydlig blåvitling, bläckfisk, lysräkor samt märlkräftor, medan mindre exemplar främst lever av märlkräftor och pungräkor.

## Utbredning
Den argentinska kummeln finns i sydvästra Atlanten från södra Brasilien till Argentina och Falklandsöarna till 54°S.

## Kommersiell användning
Fisken är föremål för ett betydande kommersiellt fiske, framför allt av fartyg från Argentina, Uruguay, och i viss mån Japan. Den exporteras dessutom till USA.